# Helena Guerra
Helena Guerra (ur. 23 czerwca 1835 w Lukce, zm. 11 kwietnia 1914 tamże) – włoska święta Kościoła katolickiego, założycielka Zakonu Sióstr Oblatek Ducha Świętego.

## Życiorys
Urodziła się w arystokratycznej rodzinie. Mając 22 lata ciężko zachorowała. W 1866 roku założyła instytut poświęcony wychowaniu młodych dziewcząt.  Zmarła 11 kwietnia 1914 roku w opinii świętości.
Została beatyfikowana przez papieża Jana XXIII w dniu 26 kwietnia 1959 roku. 13 kwietnia 2024 papież Franciszek podpisał dekret uznający cud za wstawiennictwem błogosławionej, co otwiera drogę do jej kanonizacji i ogłoszenia ją świętą. Data jej kanonizacji została ogłoszona na konsystorzu, który odbył się 1 lipca 2024. 
20 października 2024, podczas uroczystej mszy św. na placu świętego Piotra, papież Franciszek dokonał kanonizacji bł. Helenę Guerrę wpisując ją i innych trzynastu błogosławionych w poczet świętych Kościoła katolickiego. 